# Oleksandr Hruschewskyj

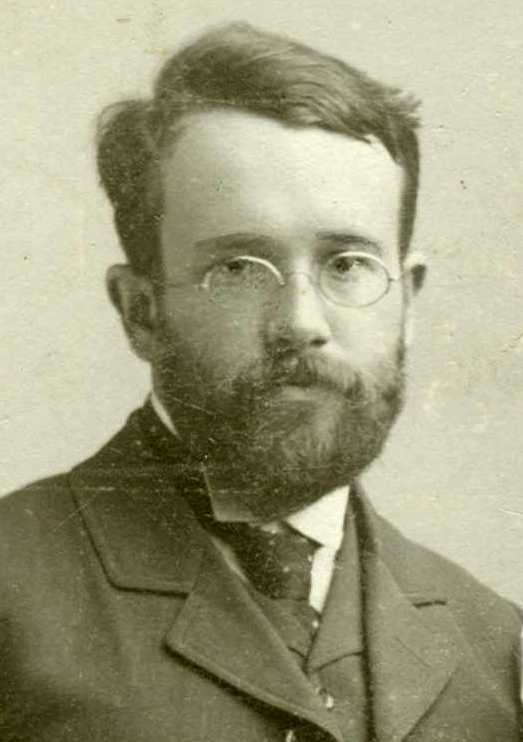
Oleksandr Hruschewskyj 1907

Oleksandr Serhijowytsch Hruschewskyj (ukrainisch Олександр Сергійович Грушевський, russisch Александр Сергеевич Грушевский Alexander Sergejewitsch Gruschewski; * 12. Augustjul. / 24. August 1877greg. in Stawropol, Gouvernement Stawropol, Russisches Kaiserreich; † Frühjahr 1943 bei Irtischsk, Gebiet Pawlodar, Kasachische SSR) war ein ukrainischer Historiker, Literaturhistoriker und Literaturkritiker, Ethnograph, Journalist sowie Abgeordneter der Zentralna Rada in der Ukrainischen Volksrepublik. Er war der jüngere Bruder von Mychajlo Hruschewskyj.

## Leben
Oleksandr Hruschewskyj besuchte das Gymnasium in Tiflis und anschließend von 1888 bis 1893 das Gymnasium in Wladikawkas. Nach seinem Abitur studierte er ab 1895 an der Fakultät für Geschichte und Philologie der St.-Wladimir-Universität Kiew bei Wolodymyr Antonowytsch, die er 1899 absolvierte. Nach dem Studium unternahm er eine lange wissenschaftliche Reise nach Österreich-Ungarn und Deutschland, wo er sich in Archäologie und Geschichte fortbildete, und in Archiven und Bibliotheken arbeitete.
Nach seiner Rückkehr lehrte er in den Jahren 1907/1908 als Privatdozent an der Abteilung für russische Geschichte der kaiserlichen Neurussischen Universität in Odessa. Nachdem er Vorlesungen in ukrainischer Sprache hielt, wurde ihm ein strenger Verweis erteilt und daran anschließend wurde er von der Universität entlassen.
Daran folgend war er als Dozent der „kleinrussischen“ Geschichte von 1909 bis 1910 an der Universität in Moskau und von 1910 bis 1917 an der Universität in Sankt Petersburg tätig, wo er auch über sozialökonomische Fragen referierte.
In Petersburg war er zudem, gemeinsam mit Alexei A. Schachmatow und Fedir Wowk, Co-Vorsitzender des Ukrainischen Studienzirkels. Nach der Februarrevolution von 1917 ging er nach Kiew und lehrte dort, zunächst als Privatdozent und zwischen 1918 und 1919 als Professor, an der Universität.
Nach der Gründung der Ukrainischen Volksrepublik, deren erster Präsident sein Bruder Mychajlo war, wurde er Abgeordneter der Zentralna Rada und Leiter der Archivbibliothek des Bildungsministeriums der Ukrainischen Volksrepublik.
Zu Beginn der 1920er Jahre wurde er in der Ukrainischen SSR stellvertretender Vorsitzender der Historischen Sektion der Allukrainischen Akademie der Wissenschaften sowie Direktor des Ständigen Ausschusses für die Zusammenstellung des Historischen und Geographischen Wörterbuchs der ukrainischen Länder und Abteilungsleiter für sozioökonomische Geschichte der Forschungsabteilung der Ukraine. Außerdem war er aktives Mitglied der Archäologischen Kommission der Historisch-geographischen Sammlung der Akademie der Wissenschaften.

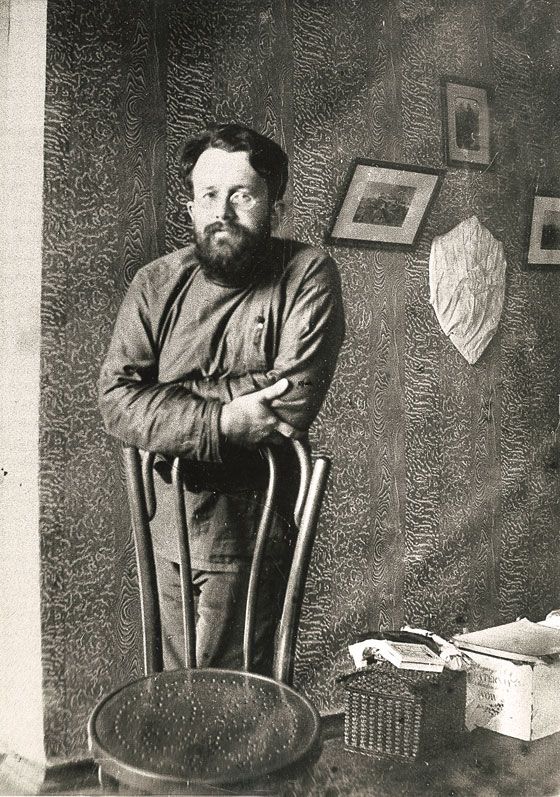
Oleksandr Hruschewskyj Anfang der 1910er Jahre

Am 31. Juli 1933 wurde ihm seine Arbeitsstelle gekündigt und am 9. August 1938 wurde er als eines der führenden Mitglieder der anti-sowjetischen ukrainischen nationalistischen terroristischen Organisation ... der subversive Arbeit an der ideologischen Front durchführte festgenommen.
Im Oktober 1939 wurde Hruschewskyj, mit Hilfe fingierter Zeugenaussagen von einem Sondergericht des NKWD der UdSSR zu 5 Jahren Verbannung nach Kasachstans verurteilt. Er starb dort wahrscheinlich Anfang des Jahres 1943.
Obwohl seiner verwitweten Frau Olha Hruschewska fortwährend die Verhaftung angedroht wurde, bewahrte sie das Archiv ihres verstorbenen Ehemanns auf. Während der Tauwetter-Periode unter Nikita Chruschtschow übergab sie die Dokumente ihres Mannes an das Zentralstaatsarchiv der Ukraine. Im September 1989 wurde Oleksandr Hruschewskyj posthum rehabilitiert.

## Werk
Oleksandr Hruschewskyj verfasste über 100 wissenschaftliche Werke zur Geschichte, Historiographie und Ethnographie.

## Familie
Oleksandr Hruschewskyj war der Sohn des Literaturprofessors Serhij Hruschewskyj (Сергій Федорович Грушевський; 1830–1901),
der Bruder des Historikers und ukrainischen Politikers Mychajlo Hruschewskyj und der Historikerin und Übersetzerin Hanna Schamraj-Hruschewska (Ганна Сергіївна Шамрай-Грушевська; 1869–1943) sowie der Ehemann der Literaturkritikerin, Bibliothekarin und Historikerin Olha Hruschewska (Ольга Олександрівна Грушевська; 1878–1961).
Außerdem war er der Onkel der Ethnographin und Übersetzerin Kateryna Hruschewska (Катерина Михайлівна Грушевська; 1900–1943), der Tochter seines Bruders Mychajlo.

## Ehrungen und Mitgliedschaften
- Vollmitglied der Wissenschaftlichen Schewtschenko-Gesellschaft (ab 1902)[6]
- Vollmitglied der Ukrainischen wissenschaftlichen Gesellschaft (Українське наукове товариство; ab 1907)[6]